# Сухая Балка (Донецкая область)
Суха́я Ба́лка (укр. Суха Балка) — посёлок в Торецкой городской общине Бахмутского района Донецкой области Украины. В ходе боёв за Торецк к 23 апреля 2025 года посёлок был оккупирован Вооружёнными силами РФ.

## Население
Население по переписи 2001 года составляло 649 человек.

## Достопримечательности
Вблизи посёлка расположен памятник природы местного значения Балка Сухая.

## Происшествия
22 августа 2006 года близ посёлка потерпел авиакатастрофу российский самолет Ту-154М, выполнявший рейс 612 Анапа — Санкт-Петербург. Погибли все 170 человек, находившихся на борту.